# Australomimetus daviesianus
Australomimetus daviesianus är en spindelart som beskrevs av Stefan Heimer 1986. Australomimetus daviesianus ingår i släktet Australomimetus och familjen kaparspindlar.
Artens utbredningsområde är Queensland. Inga underarter finns listade.